# سازمان استانداردسازی

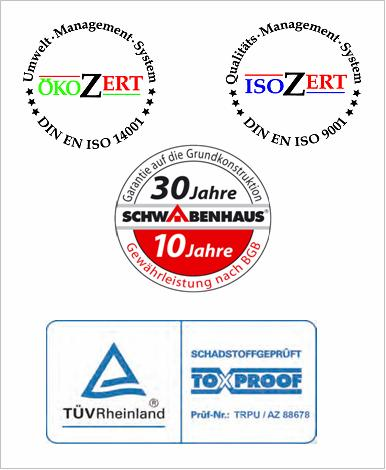
مرتبط

- IEC: (کمیسیون بین‌المللی الکترونیک) International Electrotechnical Commission Standards
- lEE: (سازمان مهندسی برق) The Institution of Electrical Engineers
- BSI: (مؤسسه استانداردهای انگلیس) British Standards Institute
- ISO: (سازمان بین‌المللی استانداردهای جهانی) International Organization For Standardization
- INSO: (سازمان ملی استاندارد ایران) Iran National Standards Organization
- ANSI: (مؤسسه ملی استانداردهای آمریکا) American National Standards Institute
- ASTM: (اِی اِس تی اِم بین‌الملل) ASTM International
- استانداردهای مناطق خطرزا: (hazardous Area)